# Craibia macrantha
Craibia macrantha là một loài thực vật có hoa trong họ Đậu. Loài này được (Pellegr.) J.B.Gillett miêu tả khoa học đầu tiên.